# منطقه کلان‌شهری دیتون
منطقه کلان‌شهری دیتون (به انگلیسی: Dayton metropolitan area) یک منطقه کلان‌شهری در ایالات متحده آمریکا است. منطقه کلان‌شهری دیتون ۷۹۹٬۲۳۲ نفر جمعیت دارد.